# لوکرن (کالیفرنیا)
لوکرن (به انگلیسی: Lokern) یک منطقهٔ مسکونی در ایالات متحده آمریکا است که در شهرستان کرن، کالیفرنیا واقع شده‌است. لوکرن ۸۵ متر بالاتر از سطح دریا واقع شده‌است.